# STS-54
STS-54 var Endeavours 3. rumfærge-mission.
Opsendt 13. januar 1993 og vendte tilbage den 19. januar 1993.
Hovedformålet var opsætning af den 6. TDRS satellit, Tracking and Data Relay Satellite TDRS-6/TDRS-F.

## Besætning
- John Casper (Kommandør)
- Donald McMonagle (Pilot)
- Mario Runco (1. specialist)
- Gregory Harbaugh (2. specialist)
- Susan Helms (3. specialist)

## Missionen
- Opsendelse
- Rumvandring